# Стефанов, Борис (ботаник)
Борис Стефанов Попов (болг. Борис Стефанов Попов; 8 июня 1894, София, Княжество Болгария — 12 декабря 1979, София, Болгария) — болгарский ботаник, один из основоположников дендрологии в Болгарии.

## Биография
Борис Стефанов родился в Софии 8 июня 1894 года в бедной семье. Отец — лесоруб родом из Далмации, мать умерла при рождении Бориса, после чего он был усыновлён Стефаном и Великой Поповыми. Стефан Попов не имел профессионального образования, из-за чего часто был безработным, поэтому Борису ещё в школьные годы приходилось подрабатывать во время каникул. В школе Борис Стефанов учился у ботаника Ивана Неичева, передавшего ему тягу к изучению растений.
В 1911 году Борис Стефанов поступил в Софийский университет. Там он посещал лекции одних их первых болгарских профессоров естественных наук — Стефана Петкова по ботанике, Георги Шишкова и Стефана Консулова по зоологии, Георги Бончева и Лазара Ванкова по геологии, Методи Попова по анатомии, Илии Стоянова и Петра Бакалова по минералогии. В 1915 году из-за начала Первой мировой войны началась мобилизация и он не смог продолжать обучение естественным наукам. Осенью он поступил на факультет права, однако в начале 1916 года был отправлен в школу для резервистов в Княжево. После окончания войны Стефанов продолжил обучение на факультете права, в 1919 году получил диплом по естественным наукам.
В 1919 году ботаники Стефанов, Н. Стоянов и Б. Ахтаров, зоологи И. Буреш и Д. Илчев и царь Борис III участвовали в нескольких биологических экспедициях по стране. С 1920 года Борис Стефанов работал куратором в Институте ботаники физико-математического факультета Софийского университета, вследствие чего оставил обучение на факультете права. В 1921 году он был назначен доцентом фермерской ботаники агрономического факультета, в 1926 году — доцентом дендрологии.
В 1921 году Борис Стефанов женился на Раине Стефановой. В 1922 году у них родился сын Стефан, в 1927 году — дочь Милка.
В 1924—1925 Стефанов изучал гербарии Лондона, Берлина и Вены, в то же время работал над созданием монографии рода Безвременник. В 1931 году он стал экстраординарным профессором дендрологии, в 1945 — полным профессором. В 1947—1948 он был первым деканом факультета лесоводства, с 1954 года — директором Института лесоводства.
В 1975 году Борис Стефанов присутствовал на XII Международном ботаническом конгрессе в Ленинграде, где был удостоен медали за вклад в ботаническую науку.
12 декабря 1979 года Борис Стефанов Попов скончался.

## Некоторые научные работы
- Stefanoff, B. Monographie der Gattung Colchicum L.. — Sofia, 1926. — 100 p.
- Stefanoff, B. Herkunft und Entwicklung der Vegetationstypen in den Rhodopen. — Sofia, 1927. — 205 p.

## Роды растений, названные в честь Б. Стефанова
- Stefanoffia H.Wolff, 1925